# Farmacia (banda de música)
Farmacia es un grupo argentino de pop rock y de música electrónica experimental fundado en el año 2000 por los hermanos Ariel Sima y Diego Sima. Tienen numerosos álbumes editados, además de presentaciones nacionales e internacionales. Los integrantes de Farmacia además fundaron el sello Discos Sordos donde editaron parte de sus primeros discos.
El tema «Nada de Nada» del disco homónimo fue el tema de la película Los paranoicos dirigida por Gabriel Medina. Además de ser parte de la banda de sonido los hermanos Sima han participado en el rodaje de la película.

## Colaboraciones internacionales
El compilado Some Bizzare Double Album de la discográfica Some Bizzare Records contiene el tema «Estas Técnicas» de Farmacia (2008).
Junto a Val Denham, FARMACIA ha grabado en el 2019 el disco The Devil Knows your Name Now editado en Alemania por Psychofon Records.
Farmacia junto a diferentes bandas internacionales han contribuido con el compilado "MITRA Music for Nepal" a beneficio de la fundación Mitrataa en Nepal.

## Miembros
- Ariel Sima: electrónica, instrumentos y programación
- Diego Sima: vocalista, instrumentos y gráfica

## Miembros pasados
- Sebastian Rodríguez Porto: guitarrista (desde 2003 hasta 2010).

## Discografía

### Álbumes
- 2006: Crucial sky in the land of premonition at Lorenzo’s weekend.
- 2008: Nada de Nada.
- 2011: Desorden Obsesivo Compulsivo.
- 2016: La sangre del sol y la luna coagulada.
- 2019: The Devil Knows your Name Now.

### EP
- 2000: Musica envasada.
- 2001: Mal y bien a la vez.
- 2004: 13 nebulizaciones.
- 2005: Nanas.

### Sencillos
- 2017: «Casa de cambio»

### Otros
- 2017: Suero (casete).